# Stan Rubin
Stan Rubin (* 14. Juli 1933 in New Rochelle) ist ein US-amerikanischer Bandleader und Klarinettist des Swing und Dixieland.
Rubin begann schon als Kind sich für Bigbandmusik zu interessieren, als er die Orchester von Glenn Miller und Benny Goodman live im Glen Island Casino in New Rochelle hören konnte. Er lernte Klarinette an der Daniel Webster Elementary School, wo ein ehemaliger Bigband-Musiker sein Lehrer war. Bereits in seiner Schulzeit gründete er eine erste Swingband, während seines Studiums in Princeton stellte er die Tigertown Five zusammen (u. a. mit Ed Polcer), mit denen 1953 erste Aufnahmen für Jubilee Records entstanden. Er spielte bei der Hochzeit von Grace Kelly mit Fürst Rainier 1956, außerdem in der Carnegie Hall.
In den 1950er-Jahren nahm er mit seinen Bands für Label wie Coral Records, RCA Victor und United Artists Records auf; in seinen Formationen spielten Musiker wie Billy Butterfield, Hank D’Amico, Cutty Cutshall, John Eaton, George Barnes, Bud Freeman, Milt Hinton und Marty Napoleon. 1958 gastierte er häufig in der TV-Show Art Ford’s Greenwich Village Party.
Rubin musste seine Karriere als aktiver Musiker nach einer Tumor-Operation 1984 beenden, blieb aber weiter als Bandleader aktiv und spielte mit seiner Bigband die Hits der Swingära. Im Bereich des Jazz war er zwischen 1953 und 1983 an 25 Aufnahmesessions beteiligt. Rex Harris und Brian Rust kritisierten 1958 die „unfertige Rohheit“ (immature crudity) in den frühen Aufnahmen der Tigerhouse Five.

## Diskographische Hinweise
- Stan Rubin and his Tigertown Five (10-Inch-LP, Princetown Records/Jubilee 1953)
- Dixieland goes Broadway (Coral, 1955)
- Dixieland Bash (RCA Victor, 1955)
- Dixieland Comes to Carnegie Hall (10-Inch-LP, RCA Victor)
- Open House (Coral, 1957)
- Back on Campus with his Sensational Big Band
- Swing Hits of the 40s (1981)